# 南雲四郎
南雲 四郎（なぐも しろう、1931年2月13日 - 1997年12月19日）は、日本の経営者。川崎汽船社長、会長を務めた。山形県出身。

## 経歴
1956年に東京大学法学部を卒業し、同年に川崎汽船に入社。1984年に取締役に就任し、1985年に常務、1990年に専務を経て、1992年6月に社長に就任。1994年6月に会長に就任。
1995年11月に藍綬褒章を受章。
1997年12月19日肝不全のために死去。66歳没。